# Museo Etnológico de Muro
El Museu Etnològic de Muro (catalán, Museo Etnológico español) es un museo etnográfico situado en el municipio de Muro en la isla balear de Mallorca.
La extensa colección se encuentra en una antigua casa solariega e incluye herramientas manuales, equipos agrícolas, cerámica y muchos otros artículos.
Está considerado uno de los museos más interesantes de la isla. Se pueden encontrar ideas similares sobre las costumbres de los mallorquines en Mallorca, en La Granja, cerca de Esporlas, y en la finca Els Calderers, cerca de Vilafranca de Bonany, en el municipio de San Juan.
Se exponen diversos tipos de herramientas manuales y equipos agrícolas que permiten conocer la vida de los agricultores y artesanos de Mallorca.Las diferentes estancias estaban amuebladas con muebles y utensilios tradicionales según su función. Por ejemplo, en una cocina encontrarás ollas, cuencos y platos de cerámica, un horno antiguo y un comedor. En otra zona se exponen herramientas de herrería, un taller de joyería y equipos de campo. El patio interior con su típico borde de agua completa la imagen auténtica de la finca rural de la época anterior al cambio de siglo.